# Slaget om Chalchin-Gol

Slaget om Chalchin-Gol var en väpnad konflikt mellan Sovjetunionen och Japan som pågick från våren och fram till hösten 1939 vid floden Chalchin-Gol i Dornod-provinsen, inte långt från gränsen mellan Mongoliet och Manchukuo. Det avslutande slaget ägde rum i slutet av augusti och slutade med att Japans 6:e särskilda armé blev fullständigt tillintetgjord. Ett vapenstillestånd mellan Sovjetunionen och Japan skrevs under den 15 september.

## Konfliktens förhistoria

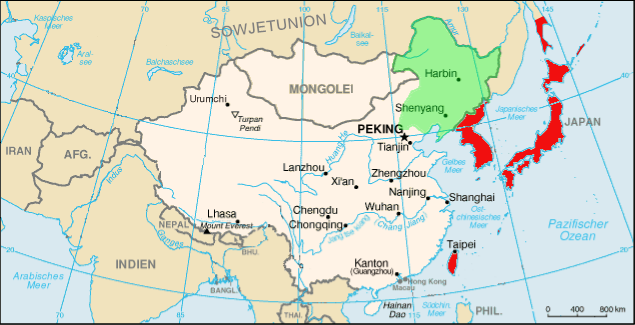
Översiktskarta över stridsområdet: Manchukuo är grönmarkerat, Japan är rödmarkerat.

1932 fullbordade den japanska armén sin ockupation av Manchuriet. I de ockuperade områdena skapades en marionettstat (Manchukuo) som var tänkt att användas som ett brohuvud för vidare aggression mot Mongoliet, Kina och Sovjetunionen. Ursprunget till konflikten var de japanska kraven om att floden Chalchin-Gol på gränsen mellan Manchukuo och Mongoliet (den gamla gränsen gick 20–25 kilometer längre österut) skulle erkännas som gräns mellan dessa två stater. En av anledningarna till detta krav var japanernas önskan att öka säkerheten för den järnväg mellan Arxan och Ganzhu'ermiao som japanerna planerade att bygga. 1935 började konfrontationerna vid den mongolisk-manchuriska gränsen. På sommaren samma år inleddes förhandlingar mellan representanterna från Mongoliet och Manchukuo om gränsdragningen. Till hösten hade förhandlingarna hamnat i en återvändsgränd. Den 12 mars 1936 skrev Sovjetunionen och Mongoliet under "Protokollet om ömsesidig hjälp". I enlighet med det protokollet placerades under 1937 enheter ur Röda armén på Mongoliets territorium. 1938 ägde en två veckor lång konflikt rum mellan Sovjetunionen och Japan vid sjön Chasan som slutade med fullständig seger för Sovjetunionen.

## Maj 1939. De första striderna
Under 1939 ökade spänningen kring gränsen ytterligare. Den 11 maj 1939 attackerade en japansk kavallerienhet, som räknade upp till 300 man, en mongolisk gränspostering på höjden Nomon-Chan-Burd-Obo. Den 14 maj hade japanerna som ett resultat av en liknande attack med flygunderstöd tagit höjden Dungur-Obo. Den 17 maj skickade den sovjetiske divisionschefen N.V. Feklenko (som var chef för 57:e särskilda skyttekåren) iväg en grupp sovjetiska soldater till Chalchin-Gol som bestod av tre kompanier motoriserade trupper, ett kompani pansarbilar, ett kompani ingenjörstrupper och ett batteri artilleri. Den 22 maj gick de sovjetiska trupperna över mot Chalchin-Gol och kastade tillbaka japanerna mot gränsen.
Under perioden 22 till 28 maj samlades i området betydande styrkor. Den sovjetisk-mongoliska armén räknade 668 infanterisoldater, 260 kavallerisoldater, 58 kulsprutor, 20 kanoner och 39 pansarbilar. Den japanska styrkan bestod av 1 600 soldater, 900 kavallerister, 75 kulsprutor, 18 kanoner, sex pansarbilar och en stridsvagn. Den 28 maj gick japanerna, som hade ett numerärt övertag, över till offensiv som hade som mål att omringa motståndaren och skära av flodövergångarna till Chalchin-Gols västra strand. De sovjetisk-mongoliska trupperna retirerade, men omringningsplanen gick om intet, mycket tack vare insatsen från batteriet under överlöjtnant Bachtins kommando. Nästa dag genomförde de sovjetisk-mongoliska styrkorna ett motanfall och trängde tillbaka japanerna till deras ursprungliga positioner.

## Juni. Kampen om luftherraväldet

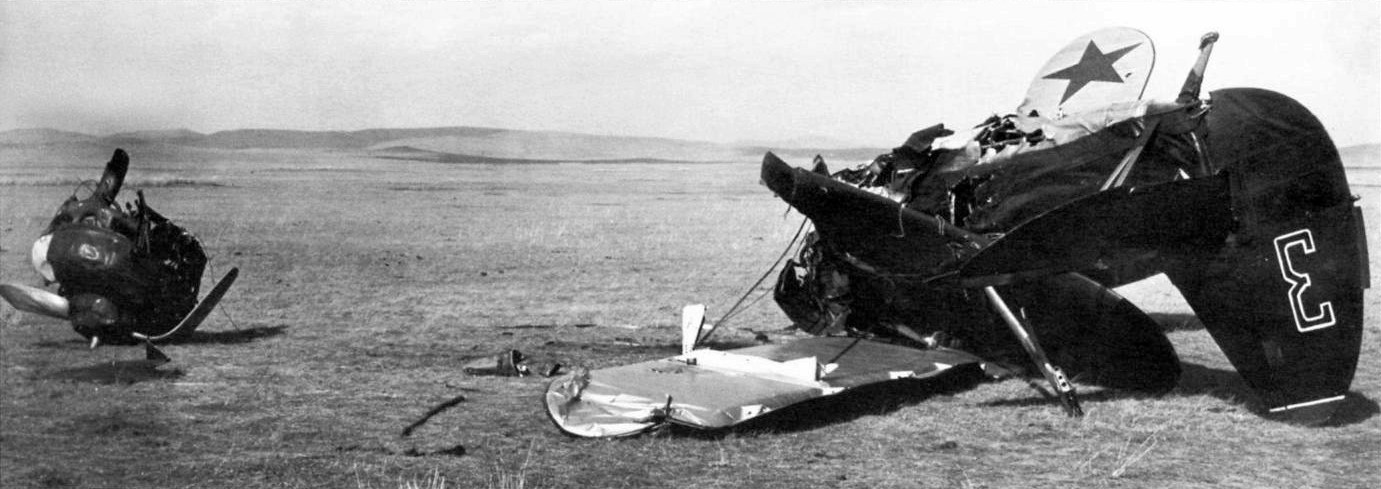
Förstört sovjetiskt flygplan.

Även då inga markstrider ägde rum i juni månad utspann sig i luften ett riktigt flygkrig. Redan de första sammanstötningarna i slutet av maj visade de japanska flygarnas övertag. Således förlorade ett sovjetiskt jaktflygsregemente 15 jaktflygplan under två dagars strider, samtidigt som japanerna förlorade endast en maskin. Det sovjetiska kommandot var tvunget att vidta radikala åtgärder: den 29 maj lämnade en grupp flygaräss Moskva och flög med ett passagerarplan till stridsområdet. Dessa piloter hade fått sin stridserfarenhet i striderna i Spanien och Kina, flera av de hade fått utnämningen Sovjetunionens hjälte. Efter detta blev sidornas styrkeförhållanden i luften ungefär lika.
I början av juni kallades N.V. Feklenko till Moskva, och efter ett förslag från chefen för den operativa avdelningen vid Generalstaben Matvej Vasiljevitj Zacharov utnämndes Georgij Zjukov som chef i hans ställe. Strax efter ankomsten till stridsområdet i juni 1939 föreslog Zjukov sin egen plan för krigföringen: ett fortsatt aktivt försvar på brohuvudet vid Chalchin-Gol och en förberedelse av ett kraftigt motanfall mot den japanska Kwantungarméns gruppering. Folkkommissariatet för försvaret (d.v.s. sovjetiska försvarsdepartementet) och Generalstaben för Röda armén gick med på förslagen som Zjukov hade lagt fram. Nödvändiga styrkor började föras samman till stridsområdet. Trupperna transporterades längs den Transsibiriska järnvägen fram till Ulan-Ude varifrån de förflyttade sig vidare till fots genom Mongoliet. Armékårens stabschef blev brigadchefen M.A. Bogdanov som hade anlänt tillsammans med Zjukov. Zjukovs assisterande befäl för det mongoliska kavalleriet blev kårkommissarien Zj. Lchagvasuren.
För att koordinera insatserna mellan de sovjetiska trupperna i Fjärran östern och den Mongoliska folkrevolutionära arméns enheter anlände från staden Tjita till Chalchin-Gol arméchef Grigorij Michajlovitj Sjtern. Luftstriderna återupptogs med förnyad intensitet i slutet av juni. Som ett resultat av luftstriderna 22, 24 och 26 juni förlorade japanerna över 50 flygplan. Tidigt på morgonen den 27 juni lyckades det japanska flyget genomföra ett överraskningsanfall mot de sovjetiska flygplatserna vilket ledde till förlusten av 19 sovjetiska flygplan. Under hela juni månad ägnade den sovjetiska sidan åt att anordna och förstärka sitt försvar på Chalchin-Gols östra strand och åt att planera inför ett avgörande motoffensiv. För att trygga luftherraväldet förflyttades hit nya sovjetiska moderniserade jaktplan av typerna I-16 och "Tjajka" (Måsen). Således, som ett resultat av slaget den 22 juni (som blev väldigt känt i Japan) bevisade det sovjetiska flyget sin överlägsenhet över det japanska och sovjeterna skaffade sig luftherraväldet som man hade eftersträvat.
Under samma tid, den 26 juni 1939 gjorde den sovjetiska regeringen sitt första uttalande med anledning av händelserna vid Chalchin-Gol: Denna dag ljöd i den sovjetiska radion orden "TASS är bemyndigat att meddela..." (en fras som kom att användas ofta framöver). Nyheterna från Chalchin-Gols stränder dök upp på de sovjetiska tidningssidorna.

## Juli. Den japanska grupperingens anfall

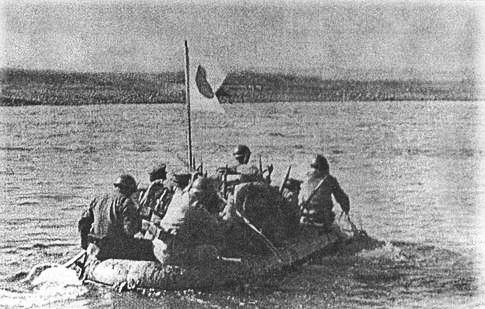
Japanska soldater korsar floden Chalchin-Gol.

Mot slutet av juni 1939 utarbetade staben för Kwantungarmén en plan för en ny gränsoperation under namnet "Nomomhan-incidentens andra period". I stora drag var den identisk med den japanska arméns operationer i maj, men denna gång ställdes ytterligare en uppgift (förutom omringningen och tillintetgörandet av den sovjetiska armén på Chalchin-Gols östra strand) på den japanska armén, den skulle nu även bryta igenom Röda arméns försvar längs frontens operativa riktning. Den 2 juli gick den japanska grupperingen till anfall. Natten mellan 2 och 3 juli forcerade general Kobaiasis trupper floden Chalchin-Gol och intog efter hårda strider berget Bajan-Tsagan på dess västra strand, som låg 40 kilometer från den manchuriska gränsen. Direkt efter det koncentrerade japanerna här sina huvudstyrkor och påbörjade ett ytterst intensivt byggande av fortifikationsanordningar och ett djupförsvar. I fortsättningen planerade man att med stöd i berget Bajan-Tsagan som dominerade omgivningen anfalla i ryggen på de sovjetiska styrkorna som försvarade sig på floden Chalchin-Gols östra strand, skära av dessa och i fortsättningen förinta dem.
Även på Chalchin-Gols östra strand inleddes nu hårda strider. Japanerna, som anföll med hjälp av två infanteri- och två stridsvagnsregementen (130 stridsvagnar) mot 1 500 soldater ur Röda armén och två mongoliska kavalleridivisioner (som räknade 3 500 kavallerister), uppnådde till en början framgångar. Sovjeterna räddades ur sitt svåra läge av den av Zjukov på förhand skapade mobila reserven som nu sattes in i aktion. Runt berget Bajan-Tsagan utspann sig allt hårdare strider. Från båda sidor deltog i dessa uppemot 400 stridsvagnar och pansarbilar, över 800 artilleripjäser och hundratals flygplan. Sovjetiska artillerister bedrev sin eldgivning mot japanerna genom att rikta sin eld direkt mot målen, samtidigt som det uppe i luften kunde befinna sig upp till 300 flygplan från båda sidor. De sovjetiska stridsvagnarna genomförde ett snabbt anfall mot fienden med stöd av allt artilleri som fanns till hands, vilket besköt japanerna med direktverkande eld. Ovanför utspann sig förbittrade luftstrider. Särskilt utmärkte sig i dessa strider major I.M. Remizovs 149:e skytteregemente och I.I. Fedjuninskijs 24:e skytteregemente.
På Chalchin-Gols östra strand retirerade natten mot den 3 juli de sovjetiska trupperna mot floden inför japanernas överlägsna styrkor, vilket reducerade storleken på deras östra brohuvud, men den japanska anfallsstyrkan under ledning av generallöjtnant Jasuoki lyckades inte uppfylla målen som den hade ställts inför. Den japanska arméns gruppering på berget Bajan-Tsagan råkade nu in i en halv inringning. Mot kvällen den 4 juli höll japanerna endast Bajan-Tsagans topp, en smal remsa som var fem kilometer lång och två kilometer bred. Den 5 juli inledde den japanska armén en reträtt i riktning mot floden. För att tvinga soldaterna att slåss ända in i slutet sprängdes, efter en order från det japanska kommandot, pontonbron över Chalchin-Gol som de hade haft till sitt förfogande. Slutligen inledde på morgonen den 5 juli de japanska styrkorna vid berget Bajan-Tsagan en ohämmad reträtt från sina ställningar. Över 10 000 japanska soldater och officerare dog på bergsluttningarna. De förlorade nästan alla sina stridsvagnar och större delen av artilleriet. Dessa strider resulterade, som Zjukov sedermera skrev i sina memoarer, att den japanska armén "inte vågade riskera mer att gå över till floden Chalchin-Gols västra strand". Alla stridshandlingar utspelade sig fortsättningsvis på flodens östra strand.
Men den japanska armén befann sig fortfarande på Mongoliets territorium och Japans militära ledning planerade nya offensiva operationer. Således fanns konflikthärden i trakten av Chalchin-Gol kvar. Situationen dikterade villkoren och det var nödvändigt att återställa Mongoliets statsgräns och lösa denna konflikt på ett grundligt sätt. Därför började nu Zjukov planera för en offensiv operation med målet att fullständigt krossa hela den japanska grupperingen som befann sig på Mongoliets territorium.

## Juli-augusti. Förberedelsen inför den sovjetiska arméns motoffensiv

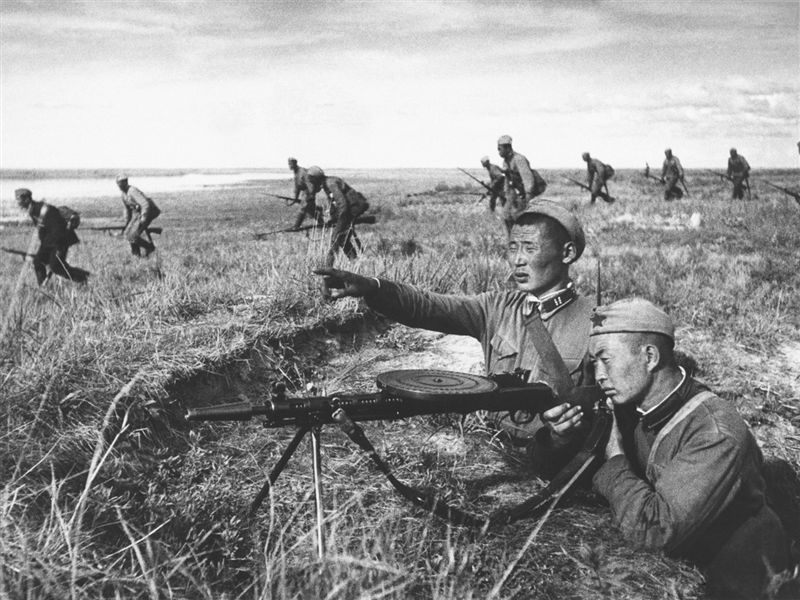
Mongoliska soldater under striderna om Chalchin-Gol.

57:e särskilda kåren omvandlades nu till 1:a armégruppen (eller 1:a frontgruppen) under ledning av G.K. Zjukov. I enlighet med Röda arméns huvudmilitärråds bestämmelse inrättades nu ett Militärråd för armégruppen för att leda trupperna. Militärrådet bestod av kårchefen G.K. Zjukov, divisionskommissarien M.S. Nikisjev och stabschefen och tillika brigadchefen M.A. Bogdanov.
Nya trupper började skyndsamt föras fram till konfliktplatsen, bland dessa 82:a skyttedivisionen. Divisionen hade i all hast satts upp i Ural, många av divisionens soldater hade aldrig hållit i ett vapen, varför man skyndsamt fick anordna utbildning för dem på plats. Från Moskvas militärdistrikt överfördes 37:e stridsvagnsbrigaden, som var beväpnad med stridsvagnarna BT-7, inom Transbajkals militärdistrikt genomfördes en delmobilisering där man satte upp 114:e och 93:e skyttedivisionerna.
Den 8 juli inledde den japanska sidan åter aktiva stridshandlingar. På natten genomförde de anfall med stora styrkor på Chalchin-Gols östra strand mittemot ställningarna för det 149:e skytteregementet och en bataljon ur en skytte- och kulsprutebrigad, vilka var helt oförberedda på detta japanska anfall. Som ett resultat av detta japanska anfall blev det 149:e regementet tvunget att dra sig tillbaka mot floden och behöll ett brohuvud som var endast 3–4 kilometer stort. Vid reträtten lämnades ett artilleribatteri, en pluton antistridsvagnskanoner och några kulsprutor. Trots att japanerna genomförde flera liknande oväntade nattliga anfall även i fortsättningen och trots att de lyckades ta höjden den 11 juli, kastades de tillbaka från höjden till sina ursprungliga ställningar av ett sovjetiskt anfall med stridsvagnar och infanteri som leddes av chefen för den 11:e stridsvagnsbrigaden M.P. Jakovlev  Försvarslinjen på Chalchin-Gols östra strand hade nu helt återställts.
Mellan 13 och 22 juli inträdde ett lugn i striderna, som båda sidorna utnyttjade till att utöka sina styrkor. Den sovjetiska sidan vidtog energiska åtgärder för att förstärka sitt brohuvud på flodens östra strand, vilket skulle komma att behövas inför den av G.K. Zjukov planerade motoffensiven mot den japanska grupperingen. Till detta brohuvud överfördes I.I. Fedjuninskijs 24:e motoriserade skytteregemente och 5:e skytte- och kulsprutebrigaden. Den 23 juli inledde japanerna ett anfall mot det sovjetiska brohuvudet efter en förberedande artilleribeskjutning. Men efter två dagars strider och stora förluster blev japanerna tvungna att dra sig tillbaka till sina ursprungliga positioner. Samtidigt ägde intensiva luftstrider rum. Mellan 21 och 26 juli förlorade den japanska sidan 67 flygplan, den sovjetiska endast 20. En stor del av ansvaret föll på de sovjetiska gränstrupperna. För att täcka Mongoliets gräns och för att försvara flodövergångarna över Chalchin-Gol överfördes från Trasbajkals militärdistrikt en sammanförd bataljon sovjetiska gränstrupper under ledning av major A. Bulygi. Bara under andra halvan av juli tog de sovjetiska gränsvakterna 160 misstänkta personer bland vilka man avslöjade flera tiotals japanska spioner.

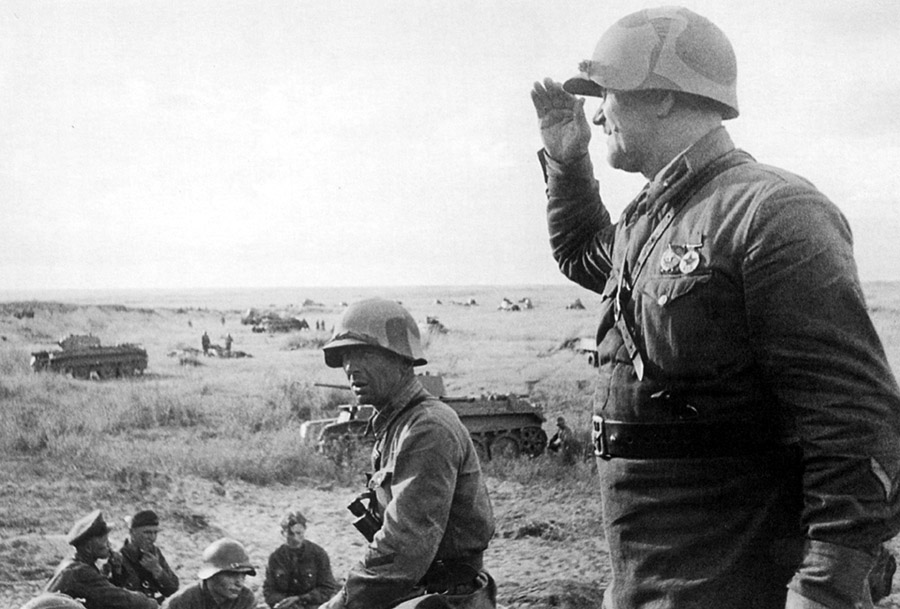
Sovjetiska soldater förbereder sig inför offensiven.

Under planeringsarbetet för den offensiva operationer mot den japanska armén lades det fram olika förslag både i staben för armégruppen och i Röda arméns generalstab om att flytta stridshandlingarna från Mongoliets territorium till Manchuriet, men dessa förslag avvisades kategoriskt av Sovjetunionens politiska ledning. Som ett resultat av förberedelserna förfogade båda sidorna vid den sovjetiska motoffensivens början följande styrkor: Zjukovs 1:a armégrupp hade omkring 57 000 man, 542 kanoner och granatkastare, 498 stridsvagnar och 515 stridsflygplan, den japanska grupperingen (6:e särskilda armén under ledning av general Ogisu Rippo som hade bildats efter ett särskilt kejserligt dekret) bestod av 7:e och 23:e infanteridivisionerna, en särskild infanteribrigad, sju artilleriregementen, två stridsvagnsregementen, en manchurisk brigad, tre regementen kavalleri från Bargut, två ingenjörsregementen och andra enheter, vilket utgjorde totalt över 75 000 man, 500 artilleripjäser, 182 stridsvagnar, 500 flygplan. Det bör även noteras att den japanska armén hade många soldater med krigserfarenhet som de hade fått i Kina. General Rippo och hans stab planerade ett anfall som skulle inledas den 24 augusti. Samtidigt tog man med i beräkningen de misslyckade japanska erfarenheterna i striderna vid berget Bajan-Tsagan och denna gång planerades ett kringgående anfall på den sovjetiska grupperingens högra flank. Man planerade inte någon forcering av floden.
Under förberedelserna inför Zjukovs offensiva operation utarbetades en avledande plan i syfte att lura motståndaren vilken genomfördes minutiöst av de sovjetisk-mongoliska trupperna. För att förvilla fienden imiterade sovjeterna under förberedelsens inledande fas ljudet från förflyttningarna av stridsvagnar och pansarbilar., vilket ledde till att när den verkliga sovjetiska omgrupperingen skedde var japanernas motverkan mot den minimal. Under hela förberedelseperioden använde sig den sovjetiska sidan av aktiv radioelektronisk krigföringslist mot japanerna.
Trots den japanska sidans allmänna övertag lyckades Zjukov innan operationen uppnå ett trefaldigt övertag i stridsvagnar och ett övertag på 1,7 gånger vad gäller flygplan. För operationens genomförande skapade man två veckors förråd av ammunition, förnödenheter, bränsle och smörjmedel. Under offensiven planerade G.K. Zjukov att med hjälp av sina rörliga mekaniserade och stridsvagnsenheter genomföra oväntade och kraftfulla flankanfall, omringa och förinta motståndaren i trakten mellan Mongoliets statsgräns och floden Chalchin-Gol.
De anfallande styrkorna delades in i tre grupper: södra, norra och den centrala. Huvudanfallet skulle genomföras av den södra gruppen som leddes av överste M.I. Potapov, ett assisterande anfall skulle genomföras av den norra gruppen vilken leddes av överste I.P. Aleksejenko. Den centrala gruppen under ledning av brigadchefen D.E. Petrov skulle binda upp fiendens styrkor i mitten, längs frontlinjen och på det sättet beröva dem manöverförmågan. I reserven, som var koncentrerad i mitten, fanns 212:e fallskärmsbrigaden, 9:e motoriserade pansarbrigaden och en stridsvagnsbataljon. Även de mongoliska trupperna, 6:e och 8:e kavalleridivisionerna under marskalk Ch. Tjojbalsans kommando, deltog i offensiven. Den sovjetisk-mongoliska offensiven inleddes den 20 augusti och förekom den japanska arméns planerade offensiv (som var planerad till den 24 augusti).

## Augusti. Den sovjetiska offensiven. Den japanska armén krossas

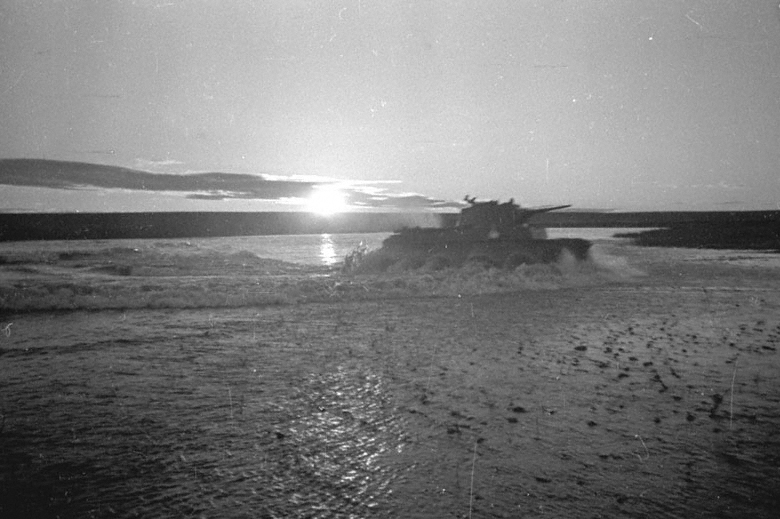
Sovjetiska stridsvagnar korsar floden Chalchin-Gol.

Den sovjetisk-mongoliska offensiven som inleddes den 20 augusti kom som en fullständig överraskning för det japanska kommandot Klockan 6:15 inleddes en massiv artilleribeskjutning och ett flyganfall mot de japanska ställningarna. Klockan 09.00 inledde marktrupperna sitt anfall. Första dagen följde de anfallande trupperna i stort planerna för offensiven, förutom fördröjningen som inträffade när de sovjetiska stridsvagnarna ur den 6:e stridsvagnsbrigaden skulle ta sig över floden, då pontonbron över Chalchin-Gol som hade satts upp av ingenjörstrupperna inte höll för stridsvagnarnas tyngd.

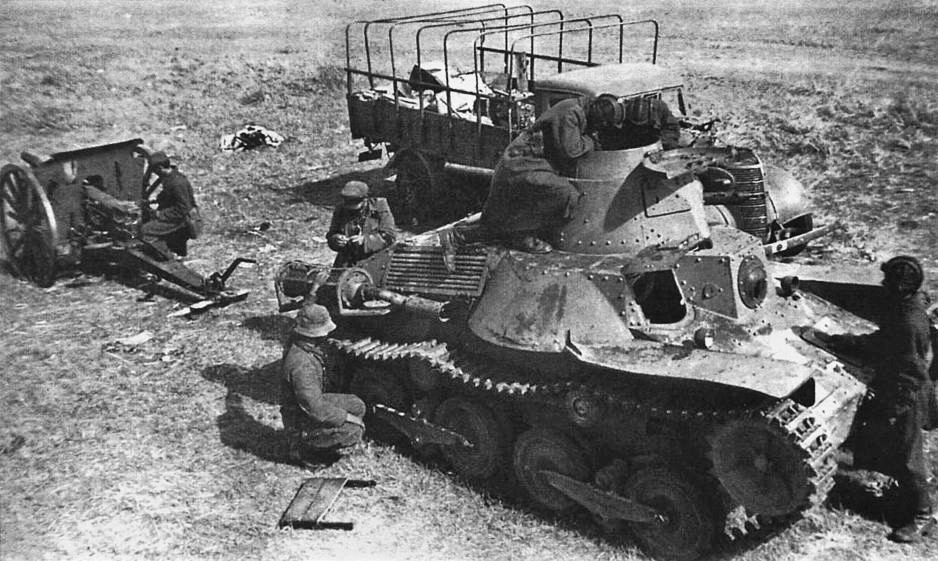
Japanska stridsvagnar Typ 95 Ha-Go erövrade av sovjetiska trupper efter slaget om Chalchin-Gol.

Japanerna bjöd hårdast motstånd på det centrala frontavsnittet, där de förfogade över väl förberedda fortifikationer, de anfallande lyckades här att förflytta sig framåt mellan 500 och 1 000 meter. Redan 21 och 22 augusti, efter att ha återhämtat sig, började japanerna föra hårdnackade försvarstrider, och på grund av det blev G.K. Zjukov tvungen att sätta in i strid den 9:e motoriserade pansarbrigaden. Även det sovjetiska flyget agerade väl under tiden. Bara mellan 24 och 25 augusti genomförde de sovjetiska SB-bombplan 218 flyguppdrag och släppte ner omkring 96 ton bomber över japanerna. Det sovjetiska jaktflyget sköt under dessa två dagar omkring 70 japanska flygplan. I stort bör man notera att det japanska kommandot misslyckades med att bestämma den sovjetiska offensivens huvudriktning under anfallets första dag och vidtog inga åtgärder för att ge stöd åt sina flanktrupper. De mekaniserade och pansartrupperna i de södra och norra sovjetisk-mongoliska grupperna lyckades mot slutet av den 26 augusti omringa den 6:e japanska armén. Efter det började man dissekera den i mindre bitar och förinta den steg för steg.
I allmänhet slogs de japanska soldaterna hårdnackat, särskilt infanteristerna, vilket även G.K. Zjukov senare anmärkte, de slogs ytterst förtvivlat och otroligt hårt, ända till sista man. De japanska kulsprutenästena och bunkrarna intogs då där inte fanns en enda levande japan i dem. Som ett resultat av japanernas hårdnackade försvar blev Zjukov tvungen att den 23 augusti sätta in sin sista reserv på det centrala frontavsnittet: 212:e fallskärmsbrigad och två kompanier gränsvakter, vilket innebar att han samtidigt tog en stor risk. Flera försök från det japanska kommandot att genomföra motanfall och bryta igenom inringningen av deras gruppering i trakten av Chalchin-Gol misslyckades. Efter striderna 24-26 augusti försökte inte längre kommandot för Kwantungarmén att deblockera sina omringade trupper ända till slutet av denna operation, då de accepterade att deras fall var ofrånkomligt.
De sista striderna fortsatte ännu 29 och 30 augusti i trakten norr om floden Chailastyn-Gol. På morgonen den 31 augusti befriades den Mongoliska Folkrepublikens territorium helt från de japanska trupperna. Men detta var ännu inte det definitiva slutet för denna gränskonflikt (i praktiken ett oförklarat japanskt krig mot Sovjetunionen och dess allierade Mongoliet). Således företog japanerna 4 och 8 september nya försök att gå in i Mongoliet men blev efter kraftiga motanfall tvungna att dra sig tillbaka över statsgränsen. Även luftstriderna fortsatte, de upphörde först efter att det officiella stilleståndet hade slutits.
Den 15 september 1939 skrev Sovjetunionen, Mongoliska Folkrepubliken och Japan under en överenskommelse om upphörande av krigshandlingarna i trakten av floden Chalchin-Gol, vilken trädde i kraft dagen efter.

## Efter konflikten

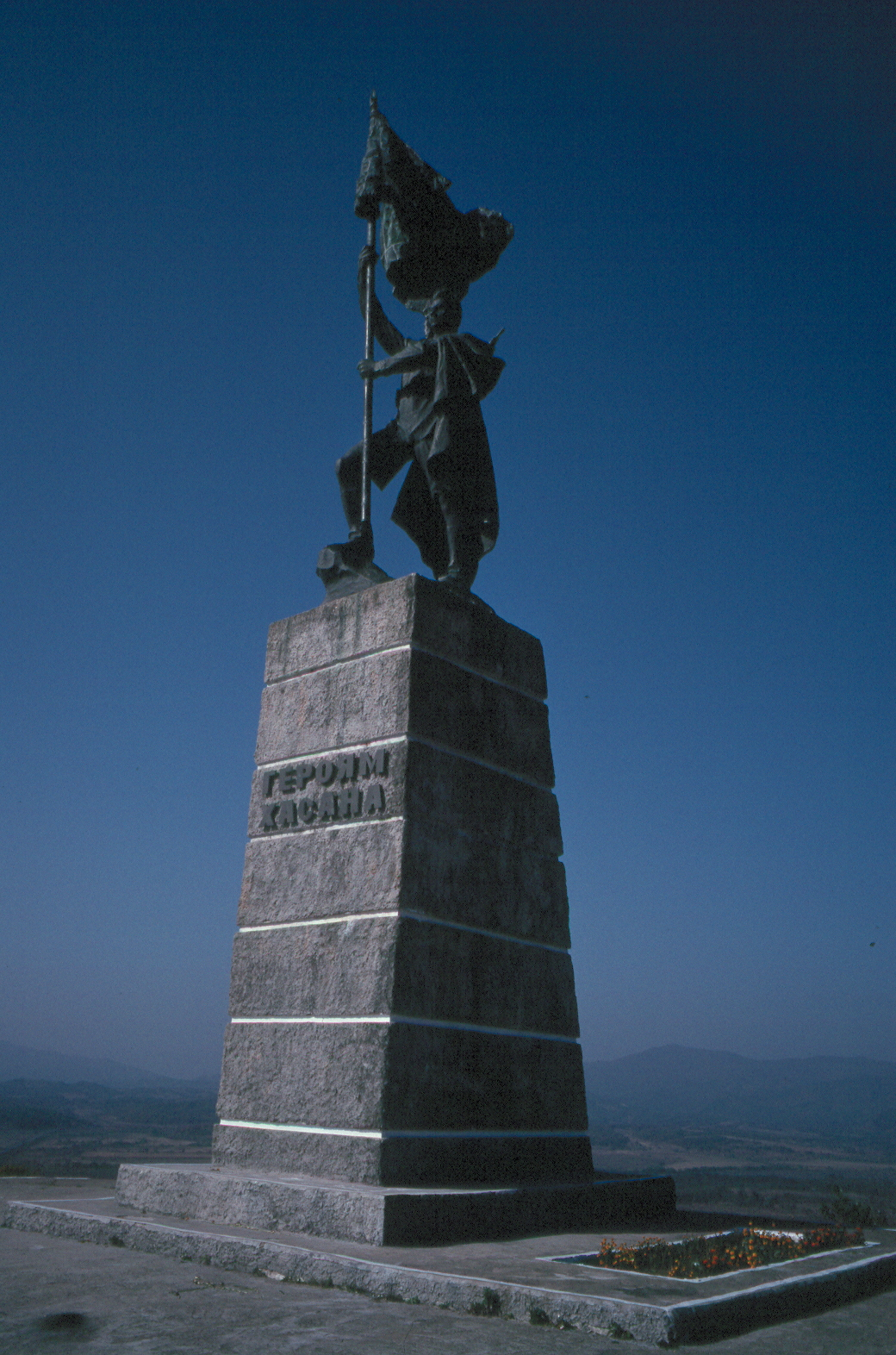
Ett sovjetiskt monument till minnet av segern vid sjön Chasan (1938) som var en del av den sovjetisk-japanska gränskonflikten.

Sovjetunionens seger vid Chalchin-Gol spelade en avgörande roll i Japans beslut att inte anfalla Sovjetunionen. En konsekvens av detta visade sig när de tyska trupperna befann sig utanför Moskva vintern 1941, och Hitler önskade att Japan skulle anfalla Sovjetunionen i Fjärran Östern. Den 7 december 1941 genomförde Japan i stället ett oväntat anfall mot Pearl Harbor, vilket blev anledningen till att USA gick in i andra världskriget. Sovjetunionen fick ett meddelande från spionen Richard Sorge om att Japan inte ämnade anfalla Sovjetunionen. Från Fjärran östern överfördes två färska och välutrustade divisioner som spelade en stor roll i att Sovjetunionen lyckades hålla Moskva.